# Humilladero (lugar)
Un humilladero es un término genérico que, según el Diccionario de la Real Academia Española en su edición de 1826, serviría para hacer referencia a un «lugar devoto que suele haber a las entradas o salidas de los pueblos con alguna cruz o imagen. Ædicula sacra suburbana». Dependiendo del lugar donde se levante el humilladero o del autor que lo defina, el término puede describir una tipología u otra de estructura, confluyendo bajo la denominación de «humilladero», o relacionándose con ella, elementos como pequeñas ermitas, pilares de piedra, cruces de término, pairones (o peirones), esconjuraderas, cruceros o incluso picotas. En Cantabria, los humilladeros reciben el nombre de «santucos» y suelen incluir una pequeña edificación en torno a la característica cruz.

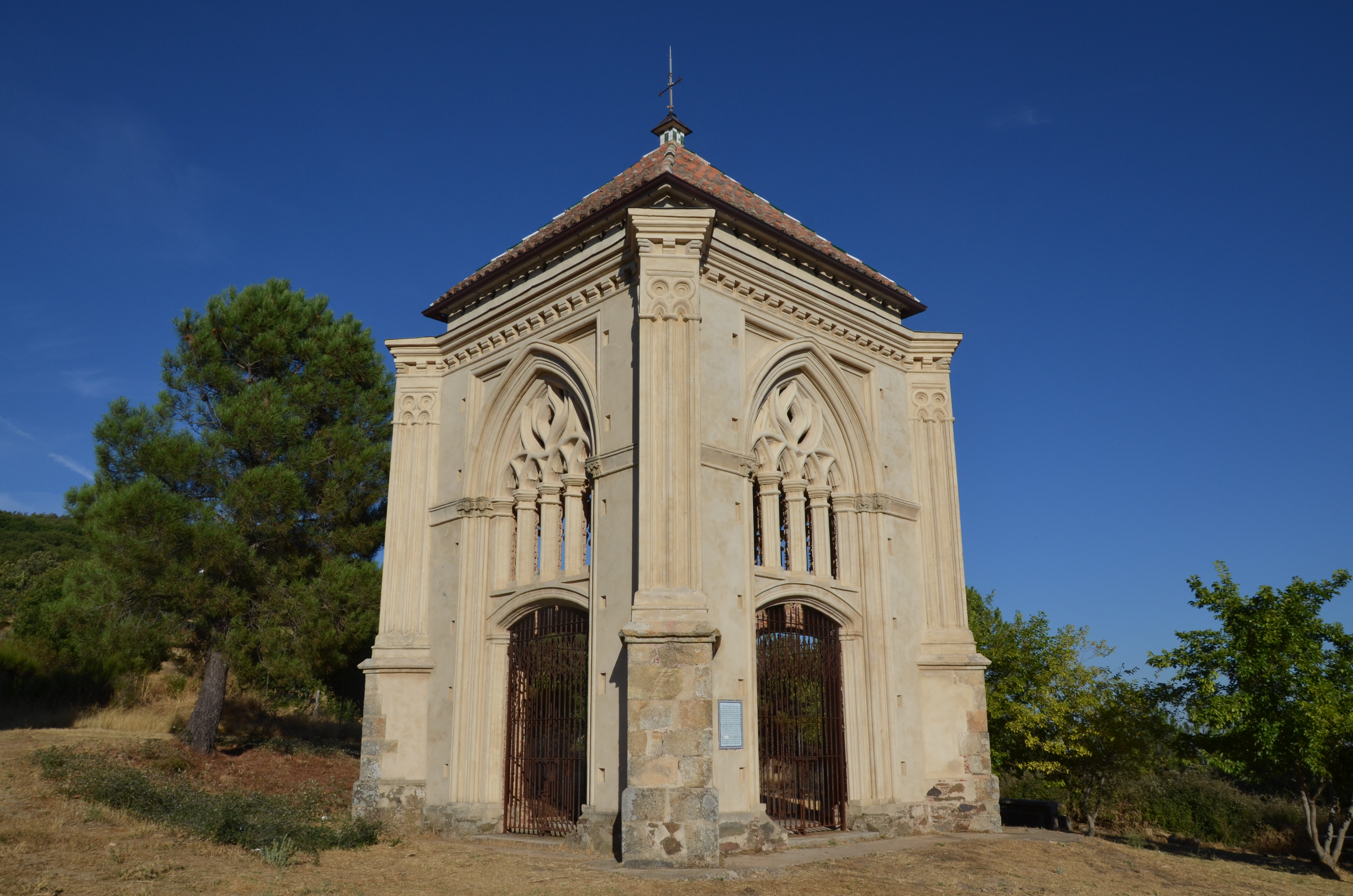
Ermita del humilladero[a]
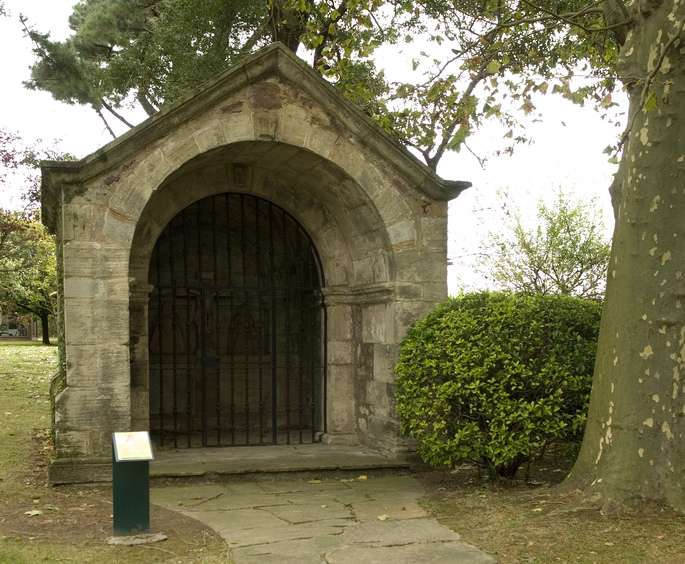
Santuco
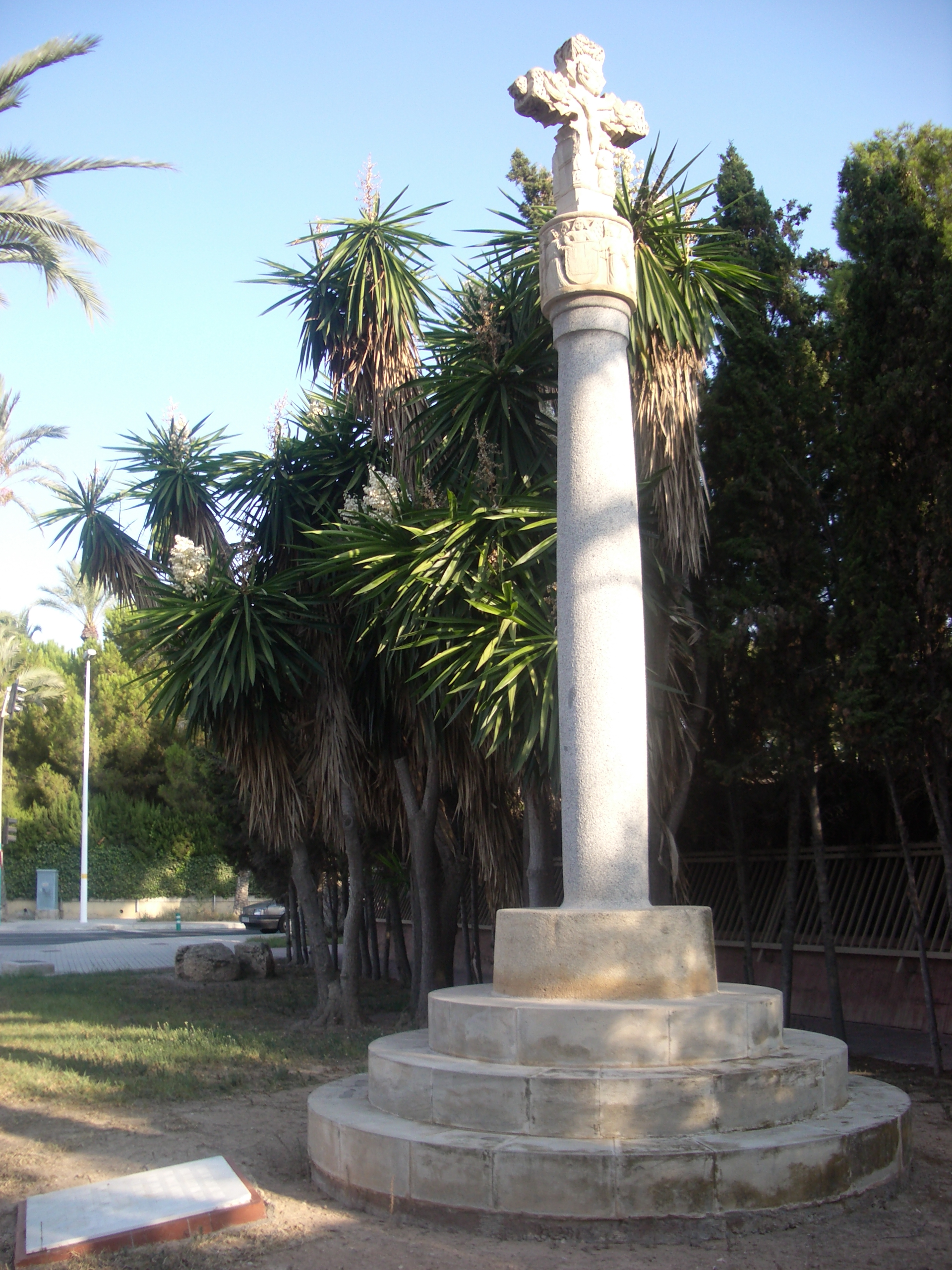
Cruz de término
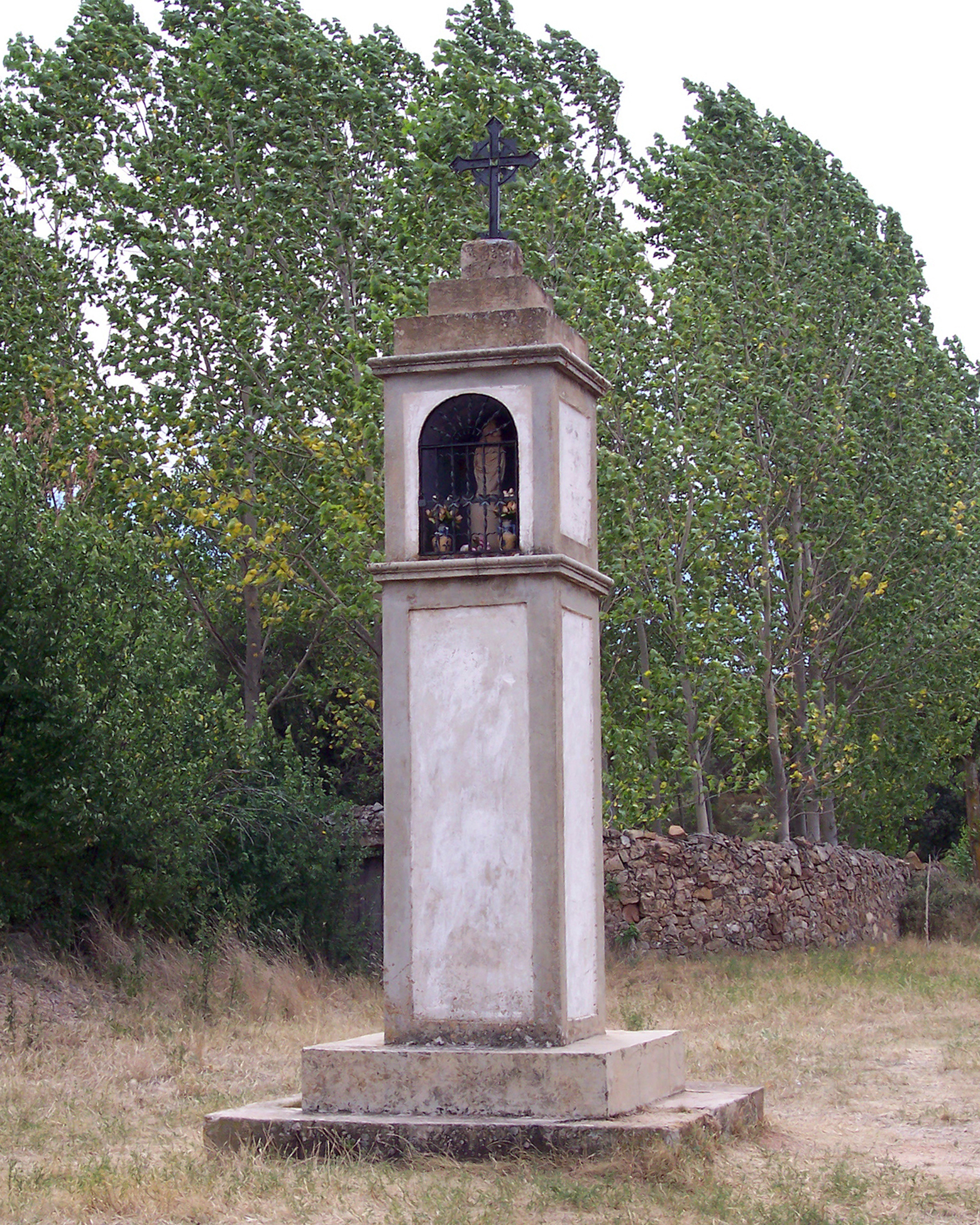
Pairón o peirón
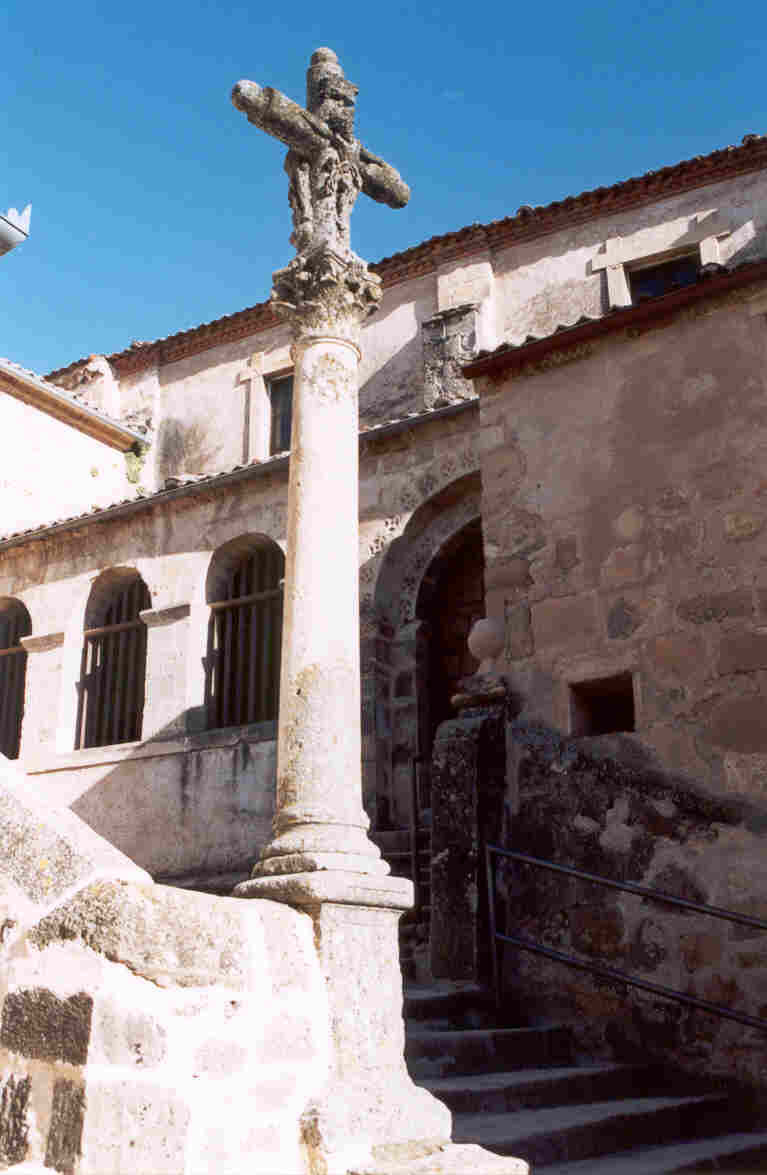
Crucero
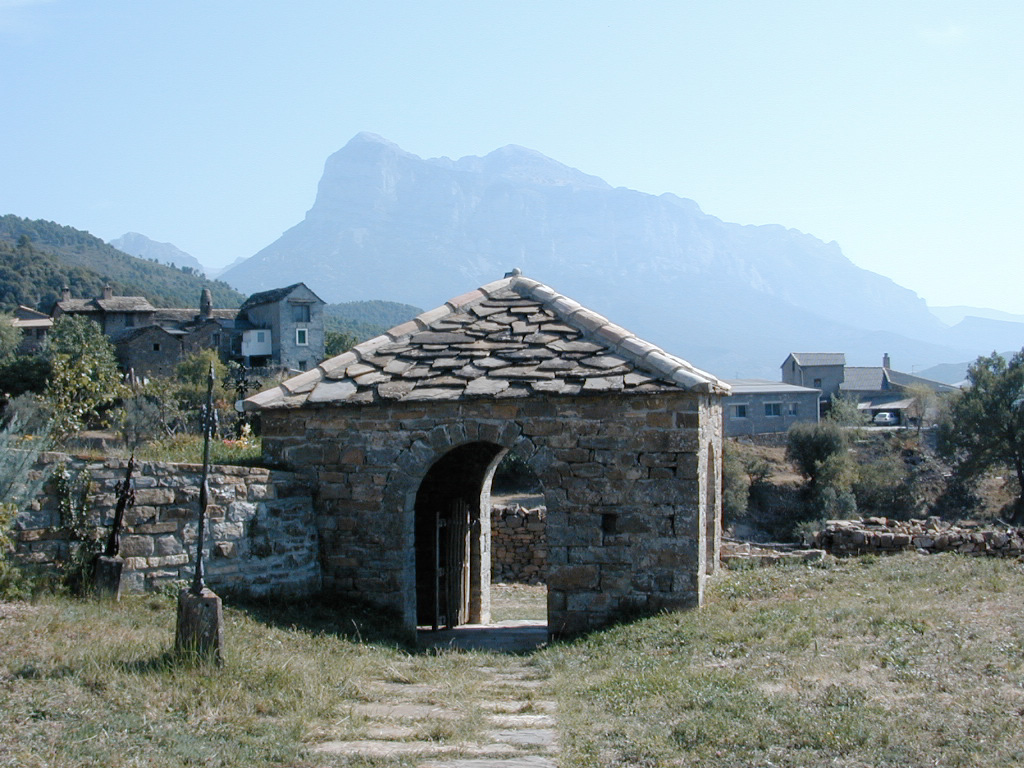
Esconjuradero